# 卡拉區 (阿爾及利亞)

36°53′44″N 8°26′36″E / 36.8956°N 8.4433°E
卡拉區（阿拉伯语：‎），是阿爾及利亞的行政區，位於該國東北部，由塔里夫省負責管轄，首府設於德雷安，面積475平方公里，2008年人口40,556，人口密度每平方公里85人。